# Championnat de Turquie de football 1981-1982
Navigation
Saison précédente Saison suivante
La saison 1981-1982 du Championnat de Turquie de football est la 24e édition de la première division turque, la 1. Turkiye Lig. Les 17 équipes sont regroupées au sein d'une poule unique, où chaque équipe affronte tous les adversaires de sa poule deux fois, à domicile et à l'extérieur. Pour permettre le passage du championnat à 18 équipes, il y a de nouveau trois relégués et quatre promus de 2. Lig.
Besiktas JK termine en tête du championnat cette année. C'est le 6e titre de champion de son histoire, le premier depuis 15 ans.

## Clubs participants
- Galatasaray
- Kocaelispor
- Gaziantep SK
- Sakaryaspor - Promu de D2
- Adana Demirspor
- Eskisehirspor
- Altay SK
- Bursaspor
- Göztepe Izmir - Promu de D2
- Fenerbahce SK
- Besiktas JK
- Ankaragücü - Promu de D2
- Boluspor
- Trabzonspor
- Zonguldakspor
- Diyarbakirspor - Promu de D2
- Adanaspor AS

## Compétition

### Classement
Le barème de points servant à établir le classement se décompose ainsi :
- Victoire : 2 points
- Match nul : 1 point
- Défaite : 0 point

| Rang | Équipe             | Pts | J  | G  | N  | P  | Bp | Bc | Diff |
| ---- | ------------------ | --- | -- | -- | -- | -- | -- | -- | ---- |
| 1.   | Beşiktaş JK        | 44  | 32 | 14 | 16 | 2  | 38 | 17 | +21  |
| 2.   | Trabzonspor (T)    | 43  | 32 | 14 | 15 | 3  | 26 | 11 | +15  |
| 3.   | Fenerbahçe SK      | 41  | 32 | 15 | 11 | 6  | 48 | 26 | +22  |
| 4.   | Zonguldakspor      | 37  | 32 | 12 | 13 | 7  | 30 | 26 | +4   |
| 5.   | Sakaryaspor (P)    | 36  | 32 | 14 | 8  | 10 | 36 | 28 | +8   |
| 6.   | Adana Demirspor    | 33  | 32 | 10 | 13 | 9  | 30 | 23 | +7   |
| 7.   | MKE Ankaragücü (P) | 33  | 32 | 14 | 5  | 13 | 31 | 28 | +3   |
| 8.   | Adanaspor AS       | 33  | 32 | 11 | 11 | 10 | 24 | 27 | -3   |
| 9.   | Altay Izmir        | 32  | 32 | 8  | 16 | 8  | 37 | 27 | +10  |
| 10.  | Kocaelispor        | 32  | 32 | 10 | 12 | 10 | 36 | 31 | +5   |
| 11.  | Galatasaray SK (C) | 32  | 32 | 10 | 12 | 10 | 26 | 26 | 0    |
| 12.  | Boluspor           | 31  | 32 | 7  | 17 | 8  | 24 | 24 | 0    |
| 13.  | Bursaspor          | 31  | 32 | 11 | 9  | 12 | 25 | 26 | -1   |
| 14.  | Gaziantepspor      | 30  | 32 | 9  | 12 | 11 | 30 | 35 | -5   |
| 15.  | Eskisehirspor      | 29  | 32 | 10 | 9  | 13 | 16 | 27 | -11  |
| 16.  | Göztepe Izmir (P)  | 16  | 32 | 4  | 8  | 20 | 17 | 53 | -36  |
| 17.  | Diyarbakırspor (P) | 11  | 32 | 2  | 7  | 23 | 16 | 55 | -39  |

|  | Qualifié pour la Coupe des clubs champions 1982-1983 |
|  | Qualifié pour la Coupe des Coupes 1982-1983          |
|  | Qualifié pour la Coupe UEFA 1982-1983                |
|  | Relégation en 2. Lig                                 |

## Bilan de la saison
| Tableau d'Honneur                  |                |
| Compétition                        | Vainqueur      |
| Championnat de Turquie de football | Besiktas JK    |
| Coupe de Turquie                   | Galatasaray SK |

| Qualifications européennes                    |                |
| Coupe des clubs champions européens 1982-1983 | Qualifié       |
| Premier tour                                  | Besiktas JK    |
| Coupe des Coupes 1982-1983                    | Qualifié       |
| Premier tour                                  | Galatasaray SK |
| Coupe UEFA 1982-1983                          | Qualifié       |
| Premier tour                                  | Trabzonspor    |

| Promotion et relégation |                                                                 |
| Relégués en 2e division | Eskisehirspor Göztepe Izmir Diyarbakirspor                      |
| Promus en Super Lig     | Sariyer GK Istanbul Antalyaspor Samsunspor Mersin Idmanyurdu SK |